# Устрична локшина
Устрична локшина або устрична місуа (трад. китайська: 蚵仔麵線; тайванська: ô-á mī-sòaⁿ) — різновид супу з локшиною, який походить з Тайваню. Його основними інгредієнтами є устриці та місуа. Локшина коричневого кольору, що використовується для цієї страви, виготовляється переважно з пшеничного борошна та солі, а свого унікального кольору набуває завдяки процесу приготування на парі, який потемніє цукор у тісті, що дозволяє їй готуватися довше, не розпадаючись на шматочки.
Альтернативою є локшина з товстої кишки, в якій устриці замінені невеликими шматочками товстої кишки свині.